# Daulopaectes hecqi
Daulopaectes hecqi är en fjärilsart som beskrevs av Sergius G. Kiriakoff 1958. Daulopaectes hecqi ingår i släktet Daulopaectes och familjen tandspinnare. Inga underarter finns listade i Catalogue of Life.